# Schefflera obovata
Schefflera obovata är en araliaväxtart som beskrevs av Elmer Drew Merrill. Schefflera obovata ingår i släktet Schefflera och familjen araliaväxter. Inga underarter finns listade.